# Algodonit
Algodonit ist ein seltenes Mineral aus der Mineralklasse der „Sulfide und Sulfosalze“ mit der chemischen Formel Cu1-xAsx mit x ≈ 0,15 und ist damit chemisch gesehen ein den Sulfiden verwandtes Kupferarsenid.
Algodonit kristallisiert im hexagonalen Kristallsystem, konnte jedoch bisher nur in Form massig-derben Mineral-Aggregaten und krustigen Überzügen von stahlgrauer bis silberweißer Farbe vor. Auf polierten Flächen zeigt das Mineral eine kräftige cremeweiße Farbe. Frische Algodonitproben weisen einen starken Metallglanz auf. An der Luft läuft das Mineral allerdings mit der Zeit matt grau an.

## Etymologie und Geschichte
Erstmals entdeckt wurde Algodonit 1857 in der Silbergrube Los Algodones Mine bei Los Algodones in der chilenischen Provinz Elqui und beschrieben durch F. Field, der das Mineral nach dessen Typlokalität benannte.

## Klassifikation
In der Systematik nach Strunz wird Algodonit zu den Legierungen und legierungsartigen Verbindungen, einer Untergruppe der Sulfide und Sulfosalze gezählt. Nach der 8. Auflage bildet dabei zusammen mit Cuprostibit, Domeykit, Koutekit, Kutinait und Novákit eine Gruppe. In der 9. Auflage bildet es eine eigene Untergruppe der Verbindungen von Halbmetallen mit Kupfer, Silber und Gold. 
In der Systematik nach Dana bildet es eine eigene Untergruppe der Sulfide – einschließlich Seleniden und Telluriden – mit der Zusammensetzung AmBnXp, mit einem Verhältnis von (m+n) zu p von > 3:1.

## Kristallstruktur
Algodonit kristallisiert hexagonal in der Raumgruppe P63/mmc (Raumgruppen-Nr. 194) mit den Gitterparametern a = 2,588 Å und c = 4,226 Å sowie zwei Formeleinheiten pro Elementarzelle.

## Modifikationen und Varietäten

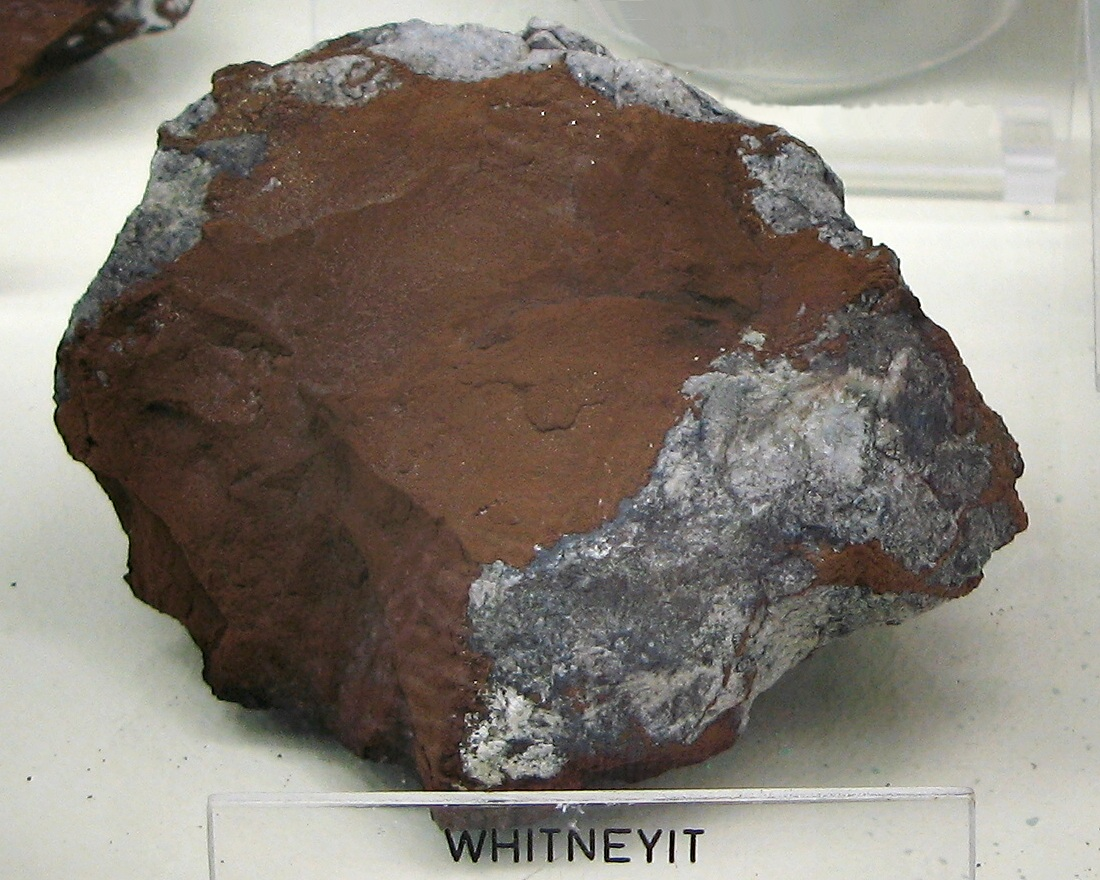
Whitneyit aus dem Houghton County, Michigan, USA

Algodonit bildet mit Argentoalgodonit eine Varietät, die neben Kupfer auch Silber enthält Die chemische Formel von Argentoalgodonit ist (Cu,Ag)6As.
Eine weitere dem Algodonit zugeordnete Varietät ist der Whitneyit, ein Gemenge aus Algodonit und arsenhaltigem, gediegen Kupfer.
Als Mohawkit wird ein Mineralgemenge aus Algodonit, Domeykit und arsenreichem Kupfer bezeichnet.

## Bildung und Fundorte
Algodonit bildet sich in hydrothermalen Lagerstätten zusammen mit anderen Kupferarseniden wie unter anderem Domeykit und Koutekit. Daneben können als weitere Begleitminerale noch gediegen Kupfer und Silber auftreten. 
Fundorte liegen neben der Typlokalität in Chile, in den Vereinigten Staaten (US-Bundesstaaten Colorado und Michigan), verschiedenen europäischen Ländern (Deutschland, Schweiz, Österreich, Großbritannien, Schweden, Frankreich, Tschechien), in Namibia, Neuseeland, Bolivien, Argentinien und im Iran.